# Wärtsilä
Pour les articles homonymes, voir Värtsilä.
Wärtsilä est une entreprise finlandaise spécialisée dans la fabrication industrielle de générateurs électriques et de moteurs de bateaux. Fondée en 1834, elle a son siège dans la capitale, Helsinki, où elle est également cotée en bourse.

## Histoire
De 1935 à 1989, Wärtsilä a été un important constructeur naval finlandais. Il construisit, par exemple, des ferries de croisière et une grande partie des brise-glace présents dans le monde[réf. nécessaire]. Les chantiers furent détenus et occupés par STX Europe jusqu'en 2010, aujourd'hui ils sont occupés par Arctech Helsinki Shipyard détenu par (50 % STX/50 % USC).
En 1999, Wärtsilä acquiert en totalité Grandi Motori Trieste, le groupe ayant pris une participation de 40 % dans l'entreprise en 1997, via sa filiale suisse, spécialisé dans les moteurs Diesel, acquit quant à elle en 1990 à Sulzer. Grandi Motori Trieste deviendra le socle de sa filiale italienne spécialisée dans la conception et la fabrication de moteurs Diesel. Elle a maintenu le siège de cette filiale à Trieste.
En 2009, Wärtsilä livrait aux États-Unis la centrale au gaz naturel Pearsall de 202 MW à la Coopérative électrique Sud Texas (STEC) qui lui commande une autre de 225 MW en 2013.

## Activités

### Maritime
Les principaux segments couverts par Wärtsilä Marine sont la marine marchande, les plates-formes pétrolières, les bateaux de croisière et ferries, les marines nationales et les navires spéciaux. Les armateurs et les chantiers navals font également partie des clients de Wärtsilä. 
Le cœur de métier de l'entreprise se concentre autour de la conception de : navires, moteurs, groupes électrogènes, réducteurs, équipements de propulsion, automatisation et systèmes de distribution d'énergie, solutions d'étanchéité, contrôle des émissions et des systèmes de dépollution, confinement des gaz et des systèmes de manutention, contrôle et transmissions, ainsi qu'un réseau de services autour du transport maritime. Wärtsilä Marine est présente pour le contrôle et la réduction des émissions de dioxyde de carbone (y compris les épurateurs, les systèmes de traitement des eaux de ballast, la réduction catalytique sélective et plus encore).
En 2006, le Wärtsilä-Sulzer 14RT-flex96C, qui est à cette date le plus gros moteur Diesel au monde, entre en service pour la propulsion de porte-conteneurs.

### Énergie
Le portefeuille des produits Wärtsilä dans ce segment est composé d'installations électriques jusqu'à 500 MW, fonctionnant sur la plupart des combustibles fossiles tels que le gazole, le mazout, le gaz naturel, le fioul, les biocarburants et le gaz naturel liquéfié (GNL). Les installations de centrales électriques se composent d'un ou plusieurs groupes électrogènes à moteur à combustion fonctionnant en parallèle. L'offre de moteur à combustion interne de Wärtsilä comprend, entre autres, le plus grand moteur à combustion gaz du monde, le Wärtsilä 18V50SG d'une puissance électrique de 18,3 MW.

## Présence dans le monde

### Wärtsilä France
Wärtsilä France a son siège à Mulhouse et ses activités se déploient sur six sites en France (Harfleur, Marseille, Mulhouse, Nantes, Paris La Défense et  Surgères).
L'histoire de Wärtsilä en France commence en 1989 lorsque Wärtsilä acquiert des actions de la Société SACM Diesel qui avait fusionné avec Poyaud. 
Ensuite, ce sont les entreprises Duvant Crepelle, New Sulzer Diesel, Lips Défense, Deutz Marine, Navelec et en 2008 Total Automation qui sont acquis par Wärtsilä,. 
Wärtsilä France gère le territoire national et les DOM-TOM mais également l'Afrique du Nord avec le Maroc, la Libye, l'Algérie, la Tunisie et depuis 2013 également l'Égypte et Djibouti.

### Wärtsilä Italie
La qualité des fabrications dans les usines italiennes[réf. nécessaire] a séduit les dirigeants finlandais au point de transférer progressivement, à partir de 2001, toutes les fabrications suisses vers l'Italie, à Trieste où est situé le principal centre de production mais également à Bagnoli près de Naples. À partir de 2010, la société a créé une unité spéciale sur un nouveau site industriel à Trieste pour la conception et la production d'éoliennes marines.